# Gewöhnlicher Chondrit

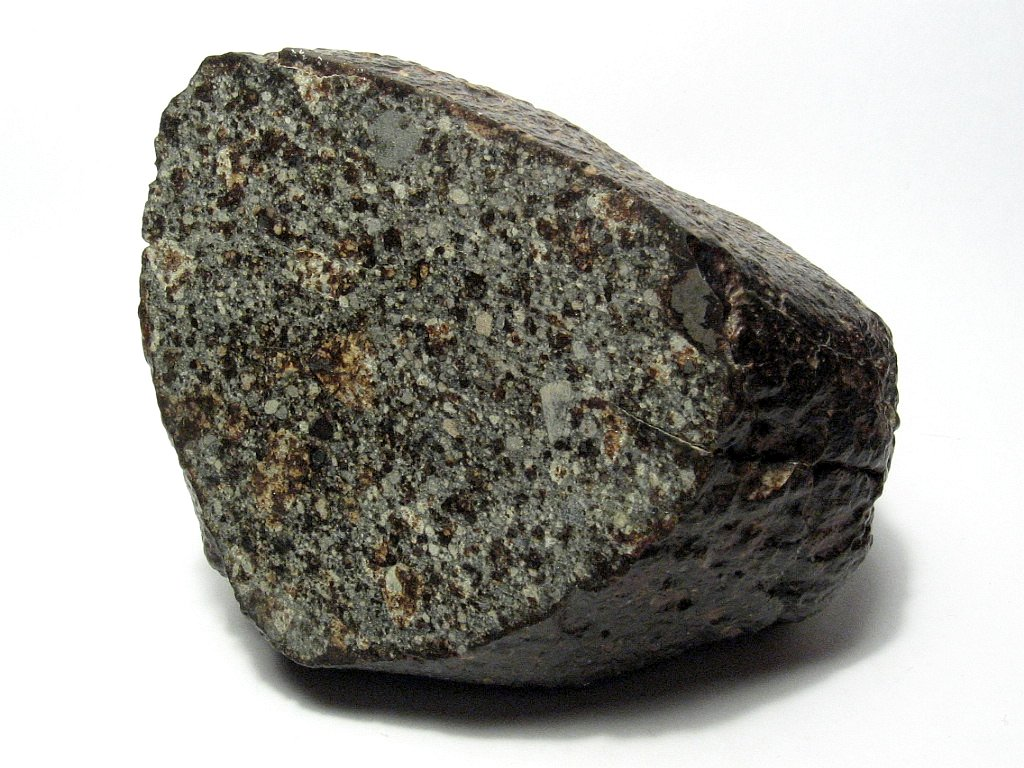
Der gewöhnliche Chondrit NWA 869

Gewöhnliche Chondrite sind mit 93,5 % die am häufigsten fallende Art von Chondriten, welche wiederum die häufigsten Meteoriten sind.
Sie enthalten kugelförmige Einschlüsse von Mineralen, die Chondren, die gewöhnlich aus Olivin und/oder Pyroxen bestehen. Die Chondren repräsentieren ursprüngliche Materie, die früh aus dem solaren Urnebel kondensiert ist. Daneben enthalten die Chondrite unterschiedlich hohe Anteile an Nickeleisen von 5 bis 20 %.
Je nach Metallgehalt erfolgt eine Klassifizierung in die folgenden Gruppen:
- H-Chondrite (high metal; Eisengehalt: 27,5 Massenprozent)
- L-Chondrite (low metal; Eisengehalt: 21,5 Massenprozent)
- LL-Chondrite (low metal, low-iron; Eisengehalt: 18,5 Massenprozent)

Die angegebenen Eisengehalte beziehen sich auf Eisen in metallischer und oxidierter Form zusammengenommen. Eine Übersicht über die Häufigkeiten anderer Elemente in den verschiedenen Chondritklassen findet sich bei Kallemeyn et al..
Zusätzlich zur metallgehaltabhängigen Klassifizierung wird angesichts des unterschiedlichen Erscheinungsbildes der Chondrite eine Einteilung in petrologische Klassen von 1 bis 6 vorgenommen, die die Entwicklung der Meteoriten wiedergibt. So wurden Chondrite der Klasse 1 während ihrer Entwicklung keinen Temperaturen von mehr als 50 °C ausgesetzt und blieben weitestgehend unverändert. Die Meteoriten der höheren Klassen wurden stärker erwärmt, wodurch sich das kristalline Gefüge veränderte. Chondrite der Klasse 6 wurden auf über 950 °C erhitzt.
Es wird davon ausgegangen, dass die unterschiedlichen Klassen der Chondrite in verschiedenen Zonen von differenzierten Asteroiden entstanden sind. Chondrite der Klasse H3 sind dabei an der Oberfläche, die Klassen H4, H5, H6 und H7 in zunehmender Tiefe entstanden.
| Gruppe und Klasse | Meteorit(en) als beispielhafte(r) Vertreter | Anmerkungen                          |
| ----------------- | ------------------------------------------- | ------------------------------------ |
| H3                | Korra-Korrabes                              |                                      |
| H4                | Kesen                                       |                                      |
| H4–5              | Blaubeuren                                  | größter deutscher Chondrit, 30,67 kg |
| H5                | Gao-Guenie                                  |                                      |
| H6                | Peekskill                                   |                                      |
| H7                | NWA 4229                                    |                                      |
| L4–6              | NWA 3009                                    |                                      |
| L5                | Ghubara; NWA 869                            |                                      |
| L6                | Benthullen                                  |                                      |